# زبویشتیتسا
زبویشتیتسا (به صربی: Zbojštica) یک منطقهٔ مسکونی در صربستان است.